# Vereeniging van Arbeiders-Fotografen
De Vereeniging van Arbeiders-Fotografen (Amsterdam, 13 februari 1931-1934) was een Nederlandse vereniging opgericht met als doel de fotografie in te zetten in de strijd tegen het kapitalisme.

## Oprichting
In 1928 was de Vereeniging voor Volks Cultuur (VVVC) opgericht, met als doel 'de arbeidersmassa's in Nederland kennis te laten maken met de producten der nieuwere cultuur (Russische films etc.)', een soort navolging van de Filmliga. De vereniging bood in 1930 een fotocursus aan om VVVC-leden op te leiden tot 'arbeiderscorrespondenten'. In maart 1931 werd in het tijdschrift De Sovjet-Vriend aangekondigd dat was besloten uit het fotocollectief een zelfstandige organisatie te vormen, onder de naam 'Vereeniging van Arbeiders-Fotografen'.
In Duitsland was al eerder, in 1927, een dergelijk collectief opgericht, de Vereinigung der Arbeiter-Fotografen, met een eigen maandblad.

## Doel
Het doel van de vereniging werd uiteengezet in De Tribune van 4 maart 1931. De leden, geschoold tot arbeider-fotograaf, moesten zoveel mogelijk aan propagandatochten en betogingen deelnemen die door revolutionaire organisaties werden georganiseerd om daar belangrijke momenten vast te leggen. Ook moesten zij op straat en in de fabrieken en bedrijven foto's nemen die de strijd tegen het kapitalisme en de uitwassen daarvan zouden ondersteunen. De leden werden bij betogingen soms echter gehinderd door de demonstranten, ingegeven door het feit dat ook de politie foto's maakte van betogers bij demonstraties.

## Activiteiten
In eerste instantie werden de leden geschoold door fotograaf en filmmaker Joris Ivens, tot deze in 1931 naar de Sovjet-Unie vertrok om daar een film te maken.
Door zijn vertrek ontstond ook de noodzaak fototoestellen aan te schaffen, die voorheen werden betrokken bij de fotozaak van Ivens' vader. 
Een nieuwe doka werd in 1933 gevonden aan de Nieuwe Looiersstraat in Amsterdam.

## Leden en afdelingen
Tot de eerste leden van de Vereniging behoorden John Fernhout, Mark Kolthoff en Joop Huisken, die allen als medewerker hadden gewerkt voor Ivens bij zijn filmprojecten. Ook Hans Wolf kwam via Ivens bij de vereniging. Even later voegden Cas Oorthuys en Nico de Haas zich bij de groep.
De leden werden ook wel aangeduid als 'arfot(s)'. Naast deze fotografen zijn uit de Amsterdamse afdeling ook twee arbeiders bekend, die actief waren als arfot: G.H. Böver en C.A.J. van Angelbeek. In de Amsterdamse afdeling waren ook twee vrouwelijke arfots actief: de werkeloze onderwijzeres Sini Broerse, echtgenote van Oorthuys, en de eveneens werkeloze Engel Peeters. Begin 1933 werd de vereniging uitdrukkelijk opengesteld voor vakfotografen. In dat jaar werd Éva Besnyő, via John Fernhout, lid. Ook Carel Blazer werd eind 1933 lid.
Ook in Haarlem werd een afdeling opgericht, waar Nico de Haas secretaris werd en de arbeiders schoolde in de fotografie, tot hij in 1932 naar Deventer vertrok.
In de Rotterdamse afdeling speelde Paul Schuitema een centrale rol. Afdelingssecretaris was Dick Elffers. De bloedige demonstraties op 'Roode Dinsdag', 20 september 1932 in Den Haag, werd voornamelijk vastgelegd door fotografen van de Rotterdamse afdeling. Ook Piet Zwart, collega van Schuitema, en Wally Elenbaas, actief in de Communistische Jeugdbond, raakten betrokken bij de Rotterdamse afdeling.
De leden publiceerden vaak anoniem. Zo is bekend dat Cas Oorthuys opereerde onder de naam 'arfot 2'.

## Publicaties en tentoonstellingen
Behalve in De Tribune werden fotoreportages ook gepubliceerd in het in 1932 opgerichte AFweerfront, orgaan van de Nederlandse afdeling van de Internationale Roode Hulp. 
De eerste tentoonstelling in Nederland van Nederlandse arbeidersfoto's werd in december 1932 door de Rotterdamse afdeling georganiseerd en gehouden in het gebouw Ons Huis. Eerder waren al foto's van de Haarlemse arfots tentoongesteld in Moskou, op de Tentoonstelling van moderne hedendaagsche Nederlandsche kunst, in mei-juni 1932.
In 1933 werd een tentoonstelling georganiseerd in het Haage gebouw Excelsior. Het was een samenwerking van de Arfots, Links Richten, de Vereeniging van Vrienden der Sovjet-Unie (VVSU) en de Vereeniging Nederland-Nieuw Rusland, waarbij Paul Schuitema een belangrijke rol speelde. De tentoonstelling werd druk bezocht, vooral dankzij de interventie van de politie. De commissaris van politie plakte bepaalde bijschriften af met papier. Uiteindelijk werd de hele tentoonstelling gesloten op last van de politie, naar aanleiding van een opgehangen gedicht van Jef Last.
De vereniging begon in de loop van 1933 haar oorspronkelijke functie te verliezen. AFweerfront was opgeheven en De Tribune publiceerden steeds minder arbeidersfoto's. Wel was het werk van de arfots nog te zien op tentoonstellingen. De laatste vond plaats in 1934 in Amsterdam, Kultuur 1934. Na juli 1934, wanneer ook de persen van De Tribune in beslag zijn genomen, is de vereniging als organisatie niet meer actief.
In 1934 werd het ambtenaren in rijksdienst verboden lid te zijn van diverse communistische, socialistische, anarchistische, anti-militaristische en fascistische organisaties. Ook de Vereeniging van Arbeiders-Fotografen, die tot de communistische organisaties werd gerekend, werd geplaatst op de Lijst van voor Ambtenaren Verboden Vereenigingen.

## Collectie
Veel foto's en publicaties van de arfots zijn verloren gegaan. Uit zelfbescherming werden tijdens de Tweede Wereldoorlog veel negatieven en afdrukken vernietigd, door de betrokken fotografen zelf of hun familie. Desondanks zijn er foto's bewaard gebleven, onder andere van de arfots Van Angelbeek, Blazer, Elenbaas, Fernhout, Kolthoff en Piet Zwart.